# Diabolo menthe
Diabolo menthe is een Franse film uit 1977 van Diane Kurys. De film was het regiedebuut van Kurys en bevat autobiografische elementen uit haar adolescentie.

## Verhaal
Anne en Frédérique, twee zussen van respectievelijk 13 en 15 jaar oud, zijn kinderen van gescheiden ouders. Na een zomervakantie aan het strand met hun vader keren ze terug naar Parijs, waar ze met hun moeder wonen. Beide gaan ze naar dezelfde strikte school waar ze de voor- en nadelen van het opgroeien ontdekken.

## Rolverdeling
| Acteur                 | Personage                         |
| ---------------------- | --------------------------------- |
| Eléonore Klarwein      | Anne Weber                        |
| Odile Michel           | Frédérique Weber                  |
| Anouk Ferjac           | mevrouw Weber                     |
| Michel Puterflam       | mijnheer Weber                    |
| Yves Rénier            | Philippe                          |
| Coralie Clement        | Perrine                           |
| Corinne Dacla          | Pascale                           |
| Marie-Véronique Maurin | Muriel                            |
| Jacques Rispal         | de conciërge van de school        |
| Françoise Bertin       | de lerares Frans                  |
| Dora Doll              | de lerares lichamelijke opvoeding |
| Dominique Lavanant     | de lerares wiskunde               |
| Tsilla Chelton         | de algemene toezichthoudster      |